# Districtul Baie Sainte Anne
Baie Sainte Anne este un district  în Seychelles, situat pe insula Praslin.